# Barabás Botond (színművész)
Barabás Botond (Székelyudvarhely, 1980. június 22. –) Jászai Mari-díjas magyar színész. 2021-től a Szolnoki Szigligeti Színház igazgatója.

## Életpályája
Magáról mesélte:  

„Édesanyám könyvelő, édesapám informatikus. Nagynéném színésznő Marosvásárhelyen, de gyermekként és kamaszként engem nem nagyon érdekelt még ez a világ. Pap, kamionsofőr, vagy pék akartam lenni sokáig. Aztán negyedikes gimnazista koromban dönteni kellett, hogy hogyan tovább. Nagynéném javaslatára jelentkeztem a marosvásárhelyi Színművészeti Egyetemre, ahova elsőre fel is vettek. Ettől a pillanattól, megfertőzött a színház, mely máig is tart.”

A marosvásárhelyi Szentgyörgyi István Színművészeti Egyetemen színész hallgatója volt 1998–2002 között. Az Egyetem utolsó évében meghívást kapott a budapesti Nemzeti Színház nyitóelőadásába, az Ember tragédiájába. (2002-2004 Nemzeti Színház Budapest) Ezzel párhuzamosan Temesvárra szerződött a Csiky Gergely Színházhoz. 2004 óta a szolnoki Szigligeti Színház tagja. 2021-től a színház igazgatója, megbízatása 2026-ig szól. Jelenleg a Viasat 6 és a Viasat Film csatornahangja.

## Családja
Édesanyja könyvelő, édesapja informatikus. Felesége, Barabás Nóra (született: Vörös Nóra), szintén a Szigligeti Színházban dolgozik. Két lánya van: Zille Boróka és Lelle Sára.

## Fontosabb színházi szerepei
- William Shakespeare: Macbeth.... Macbeth
- William Shakespeare: Hamlet.... Rosencrantz; A szellem hangja
- William Shakespeare: Szentivánéji álom.... Demetrius
- William Shakespeare: A makrancos hölgy.... Tranio
- William Shakespeare: Romeo és Júlia.... Mercutio
- William Shakespeare: Vízkereszt vagy amit akartok.... Orsino
- Carlo Goldoni: Két úr szolgája.... Florindo Aretusi
- Carlo Goldoni: Mirandolina.... Fabrizio
- Molière: Amphitryon.... Tábornok
- Friedrich Schiller: Stuart Mária.... William Cecil, Burleigh bárója
- Anton Pavlovics Csehov: Cseresznyéskert.... Jasa, fiatal inas
- Makszim Gorkij: A cigánytábor az égbe megy.... Pap
- Bertolt Brecht: A szecsuáni jólélek.... Vang, vízárus
- Bertolt Brecht – Kurt Weill: Koldusopera... Bicska Maxi
- Eugene O’Neill: Utazás az éjszakába.... Ifj. James Tyrone
- Arthur Miller: A salemi boszorkányok.... Danforth, főbíró
- Edgar Allan Poe: Az áruló szív.... szereplő
- Alfred Jarry: Übü király.... szereplő
- Umberto Eco – Claus J. Frankl: A rózsa neve.... Varaginei Remigius, házgondnok
- Louis Verneuil: Haragszom rád.... Guillaume
- Ken Kesey: Kakukkfészek.... Randel O. McMurphy
- Urs Widmer: Top Dogs.... Krause
- Oleg Presznyakov - Vlagyimir Presznyakov: Terrorizmus.... szereplő
- Mihail Jurjevics Lermontov: Álarcosbál.... Poentőr II.
- Harold Pinter – Di Trevis: Az eltűnt idő nyomában.... Verdurin
- Alexander Breffort – Márguerite Monnot: Irma, te édes!.... Nestor; Oszkár
- Georges Feydeau: A női szabó.... Furdebin
- Terry Jones: Erik, a viking.... Jóvágású Keitela kovács; Thorfinn apja; Martalóc I; Paraszt II.
- Marc Camoletti: Félrelépni tilos!.... Robert
- Noël Coward: Vidám kísértet.... Charles
- Szigligeti Ede: Liliomfi, avagy fogadó a Nagy kátyúhoz.... Liliomfi, vándorszinész
- Vörösmarty Mihály: Csongor és Tünde.... Király
- Katona József: Bánk bán.... Bánk bán
- Mikszáth Kálmán: Szent Péter esernyője.... Wibra György, besztercei ügyvéd
- Molnár Ferenc: Az üvegcipő.... Császár Pál
- Szép Ernő: Patika.... Pap Ferke
- Heltai Jenő: A néma levente.... Agárdi Péter
- Bródy Sándor: A tanítónő.... Ifj. Nagy István
- Hunyady Sándor: Feketeszárú cseresznye.... Csaholyi, hadnagy
- Hunyady Sándor: A három sárkány.... Béla
- Bíró Lajos: Sárga liliom.... Thurzó Sándor, főhadnagy
- Zágon István – Nóti Károly – Eisemann Mihály: Hippolyt, a lakáj.... Nagy András
- Závada Pál: A Diófák tere avagy Szólj anyádnak, jöjjön ki!.... Újságíró
- Szabó Magda: Régimódi történet.... Ifjabb Hoffer Józsi
- Kiss József: Az angyalok nem sírnak.... Hadközeg; felkelő
- Mészáros István: Lift.... Daniel
- Déry Tibor – Pós Sándor – Presser Gábor – Adamis Anna: Képzelt riport egy amerikai pop fesztiválról.... Tanú
- Hubay Miklós – Ránki György – Vas István: Egy szerelem három éjszakája.... Henker Frigyes, százados
- Dés László – Koltai Róbert – Nógrádi Gábor: Sose halunk meg.... Simula; Titkosrendőr
- Tasnádi István - Fenyő Miklós: Made in Hungária.... Röné
- Miklós Tibor – Várkonyi Mátyás: Sztárcsinálók.... Seneca
- Presser Gábor – Sztevanovity Dusán – Horváth Péter: A padlás.... Barrabás B.; Révész
- Vajda Katalin: Anconai szerelmesek.... Luigi del Soro, vándormuzsikus
- Galambos Attila – Szente Vajk – Bolba Tamás: Csoportterápia.... Ervin Iván
- Bob Fosse – Fred Ebb – John Harold Kander: Chicago.... Fogarty őrmester; Riporter; Fegyőr; Írnok
- Joe Darion – Mitch Leigh – Dale Wasserman: La Mancha lovagja.... Dr. Carrasco (a herceg)
- Tim Rice – Andrew Lloyd Webber – Miklós Tibor: Jézus Krisztus Szupersztár.... Kajafás; 1. pap
- Abai Pál – Majláth Júlia – Kalmár Tibor: Ne szóljatok bele!.... Géza
- Kacsóh Pongrác: János vitéz.... Bagó
- Szirmai Albert – Bakonyi Károly – Gábor Andor: Mágnás Miska.... Miska, lovász
- Eisemann Mihály: Én és a kisöcsém.... Andersen Villy, tápszergyáros
- Kálmán Imre: Cirkuszhercegnő.... Petrovics hadnagy
- Lehár Ferenc: Luxemburg grófja.... Lord Winchester
- Zerkovitz Béla: Csókos asszony.... Ibolya Ede
- Yasmina Reza: Az öldöklés istene.... Alain Reille

## Filmjei
- Bródy Sándor: A tanítónő (szín., magyar színházi felv.)  (TV-film)
- Molnár Ferenc: Az üvegcipő (szín., magyar színházi felv.)  (TV-film)
- Bánk bán (szín., magyar színházi felv., 2010)  (TV-film)
- Határok nélkül – Szilveszteri gálaműsor a Szolnoki Szigligeti Színházból (szín., magyar szór. műsor, 2008)  (TV-film)
- Kiss József: Az angyalok nem sírnak (szín., magyar színházi felv., 2008)  (TV-film)
- Brandon Thomas: Charley nénje (színházi előadás tv-felvétele, 2021)

## Díjai
- Bodex-gyűrű (2008)
- Soós Imre-díj (2009)
- Területi Prima-díj (2013)
- Jászai Mari-díj (2014)